# Hermann Cordemann
Hermann Ludwig Alexander Rudolf August Cordemann (* 4. Juli 1891 in Minden; † 16. Juli 1975 in Hannover) war ein deutscher Offizier und Politiker (NSDAP).

## Leben und Wirken
Nach dem Schulbesuch schlug Cordemann die Offizierslaufbahn ein. Im Ersten Weltkrieg brachte er es bis zum Hauptmann im Generalstab. Zuletzt wurde er als Ib (Transportgeneralstabsoffizier) bei der deutschen Militärmission in Konstantinopel und beim Asienkorps verwendet. In dieser Eigenschaft lernte er im Mai 1919 bei einem Vortrag im Hauptquartier der Obersten Heeresleitung in Kolberg den damaligen Leiter der politischen Abteilung der OHL  Kurt von Schleicher kennen. Auf Veranlassung Schleichers wurde Cordemann 1919 der Abteilung „Fremde Heere Ost“ zugeteilt, bei der er bis zu seinem Ausscheiden aus der Armee im Jahr 1920 tätig blieb. 
1920 wechselte Cordemann in die Industrie: Für die AEG war er in die folgenden zehn Jahre vor allem im Ausland tätig, insbesondere in Mexiko, den Vereinigten Staaten und Spanien. Als Cordemann 1930 nach Deutschland zurückkehrte, nahm er seine Beziehung zu Schleicher, der inzwischen zum Chef des Ministeramtes im Reichswehrministerium (≈ Staatssekretär des Ministeriums) avanciert war, wieder auf. Auf Schleichers Bitten trat Cordemann bald danach als sein persönlicher Vertrauensmann und Beobachter in die sich damals im raschen Aufstieg befindliche NSDAP zum 1. November 1930 ein (Mitgliedsnummer 344.191). Für diese Aufgabe war Cordemann insofern besonders geeignet, als seine Verbindung zu Schleicher aufgrund seiner langen Abwesenheit aus Deutschland für die Partei nicht erkennbar war.
Hermann Cordemann wird in verschiedenen Texten von Kurt Tucholsky erwähnt, da er weiter Briefkontakt zu Lisa Matthias hielt, als diese bereits eine Beziehung mit Tucholsky führte. Er wird beispielsweise als nach Südamerika verzogener „Hornemann“ in „Lottchen besucht einen tragischen Film“ im Jahr 1929 paraphrasiert. Es wird angenommen, dass die Trennung von Tucholsky und Matthias auch unter dem Zeichen des weiteren Kontakts zu dem von Tucholsky als „unerledigtes Konto“ bezeichnete sozialkonservativ orientierten Nationalsozialisten Cordemann geschah.
Aufgrund seiner Generalstabsausbildung – einer in der Partei raren Qualifikation – gelangte Cordemann in der NSDAP binnen kurzer Zeit in führende Positionen: Er wurde einer der wichtigsten Mitarbeiter der Wirtschaftspolitischen Abteilung der NSDAP und enger Vertrauter des Reichsorganisationsleiters der Partei, Gregor Strasser, der zu dieser Zeit nach Hitler als zweitwichtigster Mann der NSDAP galt. In den Jahren 1931 bis 1933 konnte Cordemann Schleicher durch seine intimen Kenntnisse der Vorgänge im Führungskreis der NSDAP, über die Pläne, die dort geschmiedet wurden und die dort ablaufenden Aktivitäten informieren. Daneben fungierte er als eines von mehreren Bindegliedern Schleichers zu Strasser. Wichtig wurde dies vor allem in der Winterkrise 1932/33, als Schleicher Strasser mit Hilfe Cordemanns dazu zu bewegen versuchte, mit Hitler zu brechen, die Partei – gefolgt von seinem, Strassers, großen Anhang – zu verlassen und in seine, Schleichers, Regierung einzutreten. Nachdem dieser Versuch, die NSDAP zu spalten, scheiterte, da Strasser sich nicht zur Konfrontation mit Hitler durchringen konnte, sondern von allen Parteiämtern zurücktrat, zog sich auch Cordemann aus der Parteiführung zurück.
In den folgenden Jahren übernahm Cordemann Führungsaufgaben in der Siemens-Schuckert AG, in die er durch seine Verbindung mit einer Enkelin Werner Siemens eingeheiratet hatte. Während des Zweiten Weltkriegs gehörte Cordemann dem Vorstand der Škoda-Werke in Prag an. Im Mai 1945 wurde er aus der tschechischen Hauptstadt ausgewiesen. 
In der Nachkriegszeit lebte Cordemann in Minden in Westfalen.